# 台鐵CK50型蒸汽機車
臺鐵CK50型蒸汽機車是臺灣總督府鐵道部因原有鐵路機車性能不足而購入的50型飽和式蒸汽機車，第二次世界大戰結束後被臺灣鐵路管理局接收並編為CK50型。

## 概要
台灣日治時期，隨著縱貫線鐵路興建至坡度較陡的山線路段後，當時性能較佳的BK10型已無法應付，故臺灣總督府鐵道部於1905年－1912年間向汽車製造株式会社購入共14輛蒸汽機車，並將此型機車編為50型。另外，50型為汽車製造首次設計並成功生產的蒸汽機車，故不同於汽車製造以往所生產的BK10型為仿製英國製的機車:41。1905年，50與51兩輛機車運抵台灣並成功運轉後，陸續又購入了12輛（52－63）機車，這12輛還在駕駛室後方增加了水箱，可算是前2輛的改進型。1912年引進性能更優良的200型（CT240型）機車後，50型開始轉用於車輛調度與支線行駛。1921年起，50型逐漸進行改善，包含改用自動連結器、駕駛室後方煤炭庫和水箱擴大以及加裝西屋公司的No.6-ET空氣軔機系統。戰後1949年由臺鐵接收並編為CK50型（CK51－CK64）後，一直使用至1961年左右才逐漸停用、除役。現今僅存CK58於1989年由臺鐵贈與高雄縣立文化中心後，又於2015年8月21日遷移至舊打狗驛故事館靜態保存。

### 製造年表
| 製造年 | 輛數 | 製造序號 | 車號   | 1949年後   |
| ------ | ---- | -------- | ------ | ---------- |
| 1905年 | 2    | 23、24   | 50、51 | CK51、CK52 |
| 1907年 | 2    | 42、43   | 52、53 | CK53、CK54 |
| 1908年 | 2    | 57、58   | 54、55 | CK55、CK56 |
| 1912年 | 8    | 91－98   | 56－63 | CK57－CK64 |

## 主要規格

### 基本資料[1]:40
- 日治時期形式：50型→C35型
- 號碼
  - 原車號：50－63
  - 1949年起：CK51－CK64
- 製造國（廠商）：日本（汽車製造會社）
- 購入年：1905年－1912年

### 規格[1]:220
- 車輪配置：1C1（2-6-2）
- 飽合過熱別：飽合式
- 閥裝置\汽門：史式（Stephenson valve gear）
- 車寬：2,438 mm
- 車高：3,727 mm
- 機車整備重量：48.15噸（CK51、CK52）；49.68噸（CK53－CK64）
- 機車空車重量：36.07噸（CK51、CK52）；37.09噸（CK53－CK64）
- 車輪直徑
  - 動輪：1,250 mm
  - 臺車：760 mm
- 軸距（全8,077 mm）
  - 引擎：8,077 mm
  - 動輪：3,810 mm
  - 固定：3,810 mm
- 連結面間長：11,024 mm（CK51、CK52）；11,481 mm（CK53－CK64）
- 汽缸
  - 數目：2個
  - 直徑：406 mm
  - 行程：559 mm
  - 牽引力：6,890 kgw
- 鍋爐使用壓力（實用汽壓）：11 kgw/cm²
- 傳熱面積（總計95.4 m²）
  - 火箱：8.3 m²
  - 煙管：87.1 m²
- 爐篦面積：1.39 m²
- 煙管直徑×長度×數目
  - 小煙管：51 mm×3,324 mm×164支
- 空氣軔機
  - 空氣壓縮機：240單式
  - 主儲氣筒容積、數目：260×2個
  - 軔缸直徑、數目 
    - 引擎：254×2個

  - 軔機倍率 
    - 引擎：6.24

  - 軔率：0.625
- 容量
  - 煤櫃：1.2 ton
  - 水櫃：5.5 m³（CK51、CK52）；6.8 m³（CK53－CK64）

## 外部連結
- Locomotive 51 2-6-2 on Taiwan Imperial Railway - 1911 （页面存档备份，存于）